# Blanche de Valois
Pour les articles homonymes, voir Blanche.
Blanche de Valois (1317 - 1er août 1348) mariée le 15 mai 1323 à Charles IV du Saint-Empire, futur empereur germanique. Blanche est la fille du comte Charles de Valois (1270-1325) et de Mahaut de Châtillon (1293 †1358), et la demi-sœur de Philippe VI roi de France.
Elle est, de par son mariage, comtesse de la marche de Moravie (1333), reine de Bohême (1346) et comtesse de Luxembourg (1346).
Elle donne deux filles à Charles IV :
- Marguerite (1335-1349), épouse de Louis Ier de Hongrie ;
- Catherine (1342-1395), épouse de Rodolphe IV d'Autriche puis d'Othon V de Bavière.

## Biographie
Blanche Marguerite était la plus jeune fille du comte Charles Ier de Valois et de sa troisième femme Mahaut de Châtillon. Elle grandit à la cour de France, éduquée par les femmes des cousins du comte, lesquels étaient Philippe V le Long et Charles IV le Bel. La deuxième femme du roi Charles IV, Maria, eut une influence décisive sur son avenir. Elle était la sœur cadette du roi Jean de Luxembourg et celui-ci envoya à la cour de France son fils aîné, Wenzel, qui y prit le prénom de son grand-oncle, Charles. Héritier de la couronne tchèque, il représentait pour la reine Marie un parti intéressant. Dès 1323 le mariage des enfants fut conclu à Paris, mais ne fut consommé que sept ans plus tard. L'importance de la nouvelle reine s'accrut en 1328 quand disparut la branche aînée des Capétiens, car c'est l'aîné de la branche cadette, les Valois, qui fut choisi comme roi de France sous le nom de Philippe VI. Cette alliance familiale entre la France et la Bohème fut renforcée en 1331 par le mariage de la sœur de Charles, la princesse Jutta (Bonne de Luxembourg), avec l'héritier du trône de France, le futur Jean II le Bon. Après avoir quitté la cour de France, Blanche vécut d'abord quelques années à Luxembourg pendant que son époux participait aux expéditions militaires de son père en Italie du Nord.

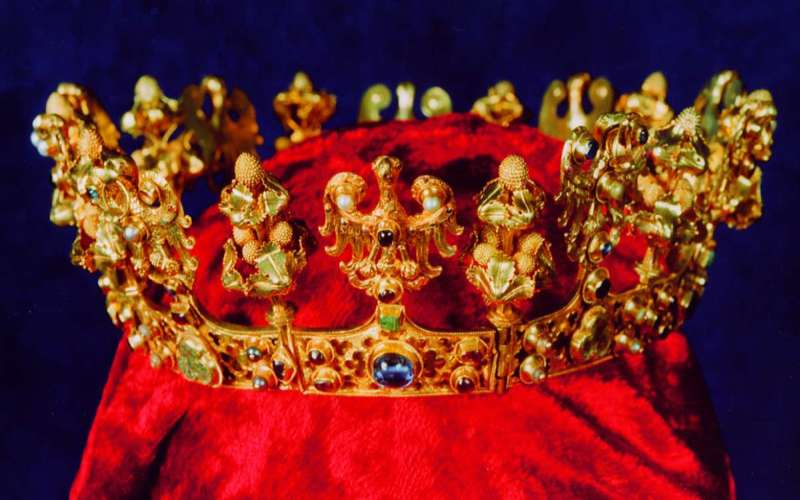
Couronne en or qui appartenait à Blanche de Valois (Trésor de Środa).

Ce n'est qu'en 1334 qu'ils se retrouvèrent à Prague où Blanche fut bien accueillie par la noblesse tchèque et la population de la ville. Cependant, le jeune couple souffrait de l'état du château de Prague, presque inhabitable à ce moment-là. Tous les deux, habitués à une vie facile, se voyaient confrontés maintenant à la dure réalité de la vie dans la Bohème de l'époque. À ce moment-là le pays était à peine administré, puisque le plus souvent le roi Jean était à l'étranger. C'est pourquoi le prince Charles fut chargé par son père d'administrer le pays et, dans cette fonction, il essaya de renforcer la position et le prestige de la couronne de Bohême. Sa femme, qui s'était vite habituée à sa nouvelle patrie, l'y aida de toutes ses forces car elle restait sur place même si Charles était à l'étranger.
Après la mort du roi, Blanche fut couronnée par son mari le 2 septembre 1347, mais elle mourut l'année suivante, après une courte maladie. Cette mort fut un rude coup pour le jeune roi, car ce mariage, à l'origine politique, avait produit avec les années un couple harmonieux et aimant. Pourtant, le roi se vit forcé de chercher au plus vite une nouvelle femme, car le mariage était resté sans héritier mâle. Deux filles en étaient issues (Marguerite, née le 24 mai 1335 et morte en 1349 ; et Catherine, née en août 1342 et morte le 26 avril 1395). Blanche Marguerite de Valois repose dans la cathédrale de Prague.

### Sources
- (de) Cet article est partiellement ou en totalité issu de l’article de Wikipédia en allemand intitulé « Blanca Margarete von Valois » (voir la liste des auteurs).
- František Kavka, Čtyři ženy Karla IV : Les Quatre Femmes de Charles IV, Prague, Paseka, 2002 (ISBN 80-7185-493-X).